# Willy Alberti

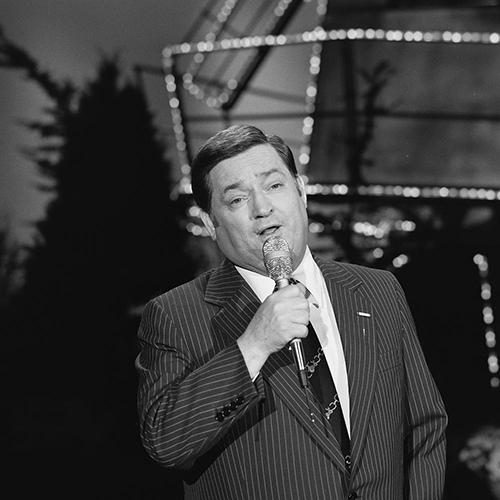
Willy Alberti (1980)

Willy Alberti, eigentlich Carel Verbruggen (* 14. Oktober 1926 in Amsterdam, Niederlande; † 18. Februar 1985 ebenda) war ein niederländischer Sänger (Tenor), Schauspieler und Fernsehmoderator.

## Leben
Der Tenor sang das Lebenslied sowie beliebte, sentimentale Lieder aus dem dafür bekannten Amsterdamer Altstadtviertel Jordaan, aber auch italienische Lieder im Stile des Neapolitanischen Tenors. Vor allem in den 1960er Jahren hatte Alberti viele Hits, auch zusammen mit seiner Tochter Willeke. Ab etwa 1970 ging sein Karriereerfolg zurück und wurde 1973 mit der Gouden Harp ausgezeichnet. Alberti starb 1985 an Leberkrebs.
Der Amsterdamer Sänger Johnny Jordaan war ein Vetter von Willy Alberti. Beide arbeiteten gelegentlich zusammen. Willy Alberti hat wesentlich zum Erfolg von André Hazes beigetragen, der mehr oder weniger als sein Nachfolger betrachtet wird.

## Diskografie

### Alben
| Jahr | Titel                                                    | Höchstplatzierung, Gesamtwochen, AuszeichnungChartsChartplatzierungen (Jahr, Titel, Platzierungen, Wochen, Auszeichnungen, Anmerkungen) | Anmerkungen         |
| Jahr | Titel                                                    | NL | Anmerkungen         |
| ---- | -------------------------------------------------------- | --- | ------------------- |
| 1974 | Jeugdherinneringen (Liedjes die we vroeger samen zongen) | NL10 (4 Wo.)NL | mit Johnny Jordaan  |
| 1979 | Mijn leven is een lied                                   | NL10 (7 Wo.)NL |                     |
| 1993 | Zijn grootste opera successen                            | NL48 (8 Wo.)NL |                     |
| 1997 | De onvergetelijke Willy Alberti                          | NL32 (11 Wo.)NL |                     |
| 1997 | De straatzangers                                         | NL53 (8 Wo.)NL | mit Max van Praag   |
| 1998 | De onvergetelijke Willy Alberti deel II                  | NL30 (4 Wo.)NL |                     |
| 2008 | 100 mooiste liedjes van Willy & Willeke Alberti          | NL62 (4 Wo.)NL | mit Willeke Alberti |
| 2015 | Onvergetelijke herinneringen                             | NL14 (4 Wo.)NL |                     |
| 2015 | Mijn leven is een lied – Het complete oeuvre             | NL24 (2 Wo.)NL |                     |

Weitere Alben
- 2011: Nederlandstalige Popklassiekers (mit Willeke Alberti, NL: Gold)

### Singles
| Jahr | Titel Album                           | Höchstplatzierung, Gesamtwochen, AuszeichnungChartsChartplatzierungen (Jahr, Titel, Album, Platzierungen, Wochen, Auszeichnungen, Anmerkungen) | Anmerkungen            |
| Jahr | Titel Album                           | NL | Anmerkungen            |
| ---- | ------------------------------------- | --- | ---------------------- |
| 1967 | Dat Afgezaagde Zinnetje –             | NL2 (12 Wo.)NL | mit Willeke Alberti    |
| 1968 | De Glimlach Van Een Kind –            | NL26 (7 Wo.)NL |                        |
| 1971 | We Gaan Naar Londen –                 | NL17 (4 Wo.)NL | mit De Ajax Supporters |
| 1980 | Juliana Bedankt! –                    | NL18 (5 Wo.)NL |                        |
| 1983 | Niemand Laat Zijn Eigen Kind Alleen – | NL5 (8 Wo.)NL | mit Willeke Alberti    |
| 1987 | Liefde –                              | NL38 (3 Wo.)NL |                        |
| 1995 | De Glimlach Van Een Kind –            | NL34 (3 Wo.)NL | mit Willeke Alberti    |
| 1997 | Jij Bent Het Leven Voor Mij –         | NL32 (4 Wo.)NL | mit André Hazes        |